# Port lotniczy Quepos Managua
Port lotniczy Quepos Managua (ang. Quepos Managua Airport, IATA: XQP, ICAO: MRQP) – port lotniczy zlokalizowany w kostarykańskim mieście Quepos.